# Gabriel Henriot
Pour les articles homonymes, voir Henriot.
Louis Gabriel Henriot, né le 18 janvier 1880 dans le 19e arrondissement de Paris, ville où il est mort le 21 avril 1965 dans le 12e arrondissement,, est un bibliothécaire et historien français.

## Biographie
Gabriel Henriot est né dans une famille d'artisans du faubourg Saint-Antoine, à sa naissance son père est employé de chemin de fer et sa mère plumassière. Issu d'un milieu inhabituel chez les chartistes, il travaille d’abord à la bibliothèque historique de la ville où il prépare les comptes rendus de la Commune de Paris pour une édition qui ne paraîtra qu’après 1945.
A la mobilisation il est nommé Lieutenant de réserve au 367e régiment d'infanterie. (Commande la 1ère section de la 19ème Cie)
Il a donc fait toute la guerre au sein de la 73e Division d'Infanterie (commandée par le général LEBOCQ), division du Bois-le-Prêtre.
Après la guerre de 1914-18, où il est progressivement porté au grade de capitaine, il se voit confier la bibliothèque Forney, destinée aux artisans et logée au fond d’une cour d’école, et dont il sera conservateur de 1920 à 1940. Il la développe sans obtenir un local décent mais la promesse de l'hôtel des archevêques de Sens, bâtiment peu adapté et en très mauvais état où la bibliothèque ne pourra s'installer qu'en 1961.
Le 9 novembre 1919, le commandant Henriot prononce un discours à la Croix-des-Carmes à Montauville.
En 1923, il relance la Société des amis de la bibliothèque Forney en en organisant la deuxième assemblée générale.
Le 16 avril 1930 il est admis au traitement d'officier de la légion d'honneur.
Il fut le président fondateur de l'Union des Loups du Bois-le-Prêtre, encore actif à ce titre en 1950. Il avait atteint le grade de colonel.
Puis il devient en 1931 inspecteur des bibliothèques de la Ville de Paris jusqu'à sa retraite en 1944.
Membre actif, mais pas toujours bien écouté de l'association des bibliothécaires français, il la représente comme président au congrès de Prague en 1928 où il propose de créer une association internationale. Il est parfois surnommé le père spirituel de la Fédération internationale des associations de bibliothécaires et d'institutions (IFLA).
Il avait enseigné à l'École américaine de bibliothécaires de Paris (1923 - 1929) et s'efforcera d'en prolonger l'action. Il est actif dans la création de l'École de bibliothécaire créée en marge de l'Institut catholique en 1935.

## Publications
- Henri Sanglier, archevêque de Sens (1122-1143), thèse
- Promenades et jardins de Paris (depuis le XVe siècle jusqu'en 1830), 1913
- La Bibliothèque pour tous. Trois conférences sur l'organisation des petites bibliothèques publiques. I. Qu'est-ce que la bibliothèque pour tous ? II. Comment se procurer des livres ? III. Comment organiser les collections ?, 1931
- La Lorraine, 1923
- Bibliothèque municipale d'Art et d'Industrie Forney : la bibliothèque des artisans, 1925
- Paris durant la grande époque classique (XVIIe siècle). , 1911
- La Réaction thermidorienne, lettres de J.-S. Le Paige, député des Vosges au Conseil des Anciens (3 frimaire an IV-21 thermidor an V)... , 1909, Annales de la Société d'émulation du département des Vosges
- Procès-verbaux de la Commune de 1871, 1924 (imprimé en 1945)
- Des livres pour tous, 1943
- Une année de vie municipale, répertoire de la vie municipale en 1911, 1913
- Répertoire des travaux publiés par les sociétés d'histoire de Paris depuis leur fondation jusqu'au 31 décembre 1911
- Les Bibliothèques municipales et l'orientation professionnelle, 1929
- Histoire de Paris, La vie de Paris au XVIIe siècle, 1913
- L'Assistance publique à Paris sous l'Ancien Régime , 1914
- Les papiers de Ledru-Rollin à la Bibliothèque [de la ville de Paris], 1908

et divers articles et catalogues sur les meubles, luminaires et les collections de David David-Weill.